# Xáo trộn tầng điện ly đột ngột

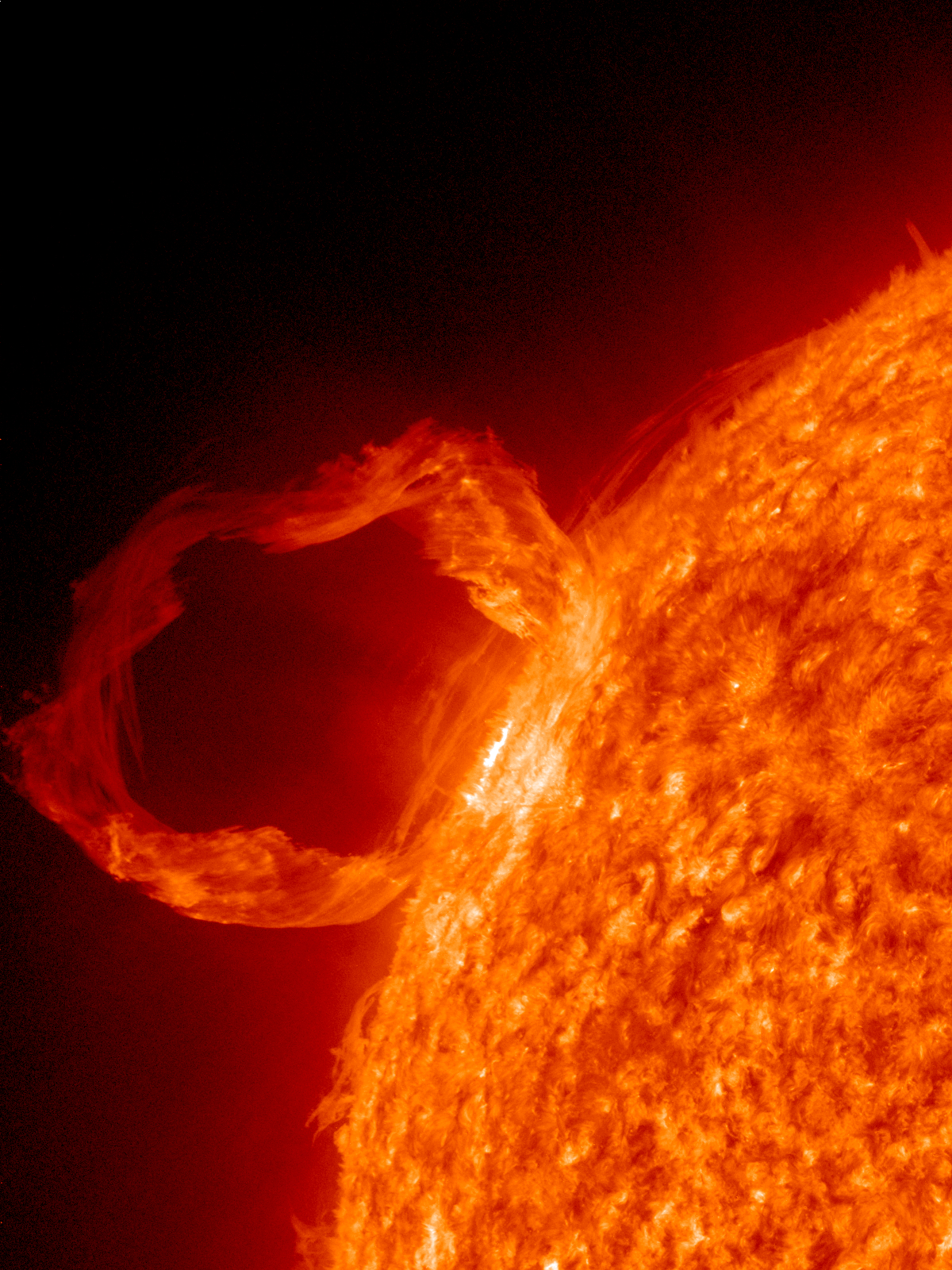
Tormenta sola

Một sự xáo trộn tầng điện ly đột ngột (SID) là một trong nhiều nhiễu loạn tầng điện ly, do mật độ ion hóa / plasma cao bất thường ở vùng D của tầng điện ly gây ra bởi một solar flare và / hoặc một sự kiện proton Mặt Trời (SPE). SID dẫn đến sự gia tăng đột ngột sự hấp thụ sóng vô tuyến, nghiêm trọng nhất là ở dải tần số trung bình (MF) và tần số cao (HF) ở mức thấp, và do đó thường làm gián đoạn hoặc can thiệp vào các hệ thống viễn thông.

## Khám phá
Hiệu ứng Dellinger, đôi khi gọi là hiệu ứng Mögel–Dellinger, là một tên gọi khác của sự xáo trộn tầng điện ly đột ngột. Hiệu ứng này được phát hiện bởi John Howard Dellinger vào khoảng năm 1935 và cũng được mô tả bởi nhà vật lý người Đức Hans Mögel (1900–1944) vào năm 1930.

## Nguyên nhân
Khi một solar flare xảy ra trên Mặt Trời, một tia cực tím cực mạnh và tia X (đôi khi là tia gamma) chiếu vào mặt ban ngày của Trái Đất. Bức xạ năng lượng cao này được hấp thụ bởi các hạt trong khí quyển, nâng chúng lên trạng thái kích thích và đánh bật các electron tự do trong quá trình photoionization. Các tầng ở độ cao thấp của tầng điện ly (vùng D và vùng E) ngay lập tức tăng mật độ trong toàn bộ thời gian trong ngày. Sự nhiễu loạn tầng điện ly tăng cường VLF radio propagation. Các nhà khoa học trên mặt đất có thể sử dụng sự tăng cường này để phát hiện các solar flare; bằng cách theo dõi cường độ tín hiệu của một máy phát VLF ở xa, các xáo trộn tầng điện ly đột ngột (SID) được ghi lại và cho biết khi nào xảy ra các solar flare. Hiệu ứng địa từ nhỏ ở tầng thấp hơn của tầng điện ly xuất hiện dưới dạng một cái móc nhỏ trên các bản ghi từ tính và do đó được gọi là "hiệu ứng móc địa từ" hoặc "hiệu ứng trường đột ngột".

## Ảnh hưởng đến sóng radio
Các sóng vô tuyến bước sóng ngắn (trong phạm vi HF) được hấp thụ bởi các hạt bị tăng lên trong tầng điện ly ở độ cao thấp gây ra sự blackout hoàn toàn của thông tin vô tuyến. Điều này được gọi là hiện tượng fadeout sóng ngắn (SWF). Những fadeout này kéo dài trong vài phút đến vài giờ. Sự nhiễu loạn tầng điện ly tăng cường VLF radio propagation. SID được quan sát và ghi lại bằng cách theo dõi cường độ tín hiệu của máy phát VLF ở xa. Toàn bộ các phân lớp SID tồn tại có thể phát hiện được bằng các kỹ thuật khác nhau ở các bước sóng khác nhau: SFD (Sudden Frequency Deviation), SCNA (Sudden Cosmic Noise Absorption), SEA (Sudden Enhancement of Atmospherics),...